# 克利夫頓城 (密蘇里州)
克利夫頓城（英語：Clifton City）是位於美國密蘇里州庫珀縣的非建制地區。

## 歷史
克拉克斯福克的郵局於1873年設立，其後於1959年停運。

## 地理
克利夫頓城所處的海拔為高於海平面235米（即771英呎），而該地所採用的時區為UTC-6，即北美中部時區（CST）。同時該地設有夏令時間，為UTC-6調快一小時，即UTC-5（CDT）。